# Operatie Clickfonds
Operatie Clickfonds was het grootschalige onderzoek van justitie naar fraude op de effectenbeurs van Amsterdam in 1997.

## Inval
Op 24 oktober 1997 deed justitie samen met de Fiscale Inlichtingen- en Opsporingsdienst (FIOD) en de Economische Controledienst (ECD) een inval op de effectenbeurs en bij verschillende banken en commissionairs. Verschillende bekende personen uit de financiële wereld werden opgepakt en in enkele gevallen voor weken vastgezet. 
Commissionairs waar invallen zijn gedaan:
- Leemhuis & van Loon
- Strating effecten
- Van Meer James Capel
- Oudhof effecten
- NIB securities
- SNS securities
- Bank Bangert Pontier

De hoofdpersonen waar justitie zich op richtte waren vermogensbeheerder Dirk de Groot en effectenhandelaren Han Vermeulen, Eddy Swaab en Adri Strating.

## Verdenking
Justitie verdacht de aangehouden personen van een groot aantal ernstige delicten.
- lidmaatschap van een criminele organisatie
- witwassen
- heling
- betrokkenheid van criminele gelden
- handel met voorkennis
- oplichting

## Afloop
Operatie Clickfonds is geen succes geworden voor justitie. De rechtbank vond dat het Openbaar Ministerie zeer onzorgvuldig onderzoek had gedaan, met grove veronachtzaming van de belangen van de verdachten. De zaak werd niet-ontvankelijk verklaard. Voor Han Vermeulen, tegen wie 2,5 jaar celstraf was geëist, resteerde uiteindelijk een boete van 7.500 euro voor het niet aangeven van inkomsten aan de fiscus. De meeste verdachten zijn vrijgesproken of zijn veroordeeld tot lichte voorwaardelijke straffen.
De bejaarde verdachte Dirk de Groot sloeg voor het oog van de camera's in 2002 na de uitspraak van het tussenvonnis op het primaire verweer officier van justitie Joost Tonino tegen de vlakte.